# Àlvar XII del Congo
Alvaro XII  va ser awenekongo (governant titular) del regne del Congo del 1788 al 1791. Després de la mort sobtada, potser com a conseqüència d'un emmetzinament, del rei Alfons V del Congo, sembla que es va apoderar del tron Àlvar XII de la facció Kinlaza del sud. Va desaparèixer abans de 1793, mort o expulsat del poder per un competidor i els seus successors van estar vinculats a diferents Kanda sense cap ordre particular de successió.